# Ayudante de Office
El Ayudante de Office es una interfaz de usuario inteligente descontinuada para Microsoft Office que ayudó a los usuarios a través de un personaje animado interactivo, el cual tenía la función de interconectar con el contenido de la ayuda de Office. Estaba incluido en Microsoft Office para Windows (desde Office 97 hasta Office 2003) y Microsoft Office para Mac (desde Office 98 hasta Office 2004).
El asistente por defecto fue oficialmente nombrado Clipo (Clippy en inglés) debido a su forma de un clip animado. Clipo fue el Ayudante predeterminado y fue, de lejos, el más notable (en parte porque en muchos casos se requería el CD de instalación para instalar el resto de los ayudantes), lo que llevó a que también se lo llamara simplemente como "el clip de Microsoft". El Clipo original de Office 97 recibió un nuevo aspecto en Office 2000.
La característica atrajo una respuesta fuertemente dividida: por un lado, a algunos usuarios les agradaba el Ayudante, siendo uno de los productos más extrañados de la compañía; sin embargo, a otros les pareció una molestia al momento de escribir por interrumpir constantemente, por lo que la característica se retiró en Office XP y Office 2007.

## Funcionamiento del ayudante
Clipo era activado por defecto en las versiones antiguas de Microsoft Office, y se abría cuando el programa pensaba que el usuario lo necesitaría. En un ejemplo muy conocido, cuando se escribía un encabezado terminado por dos puntos (:), por ejemplo "Estimado:", aparecía Clipo automáticamente diciendo: "Parece que está escribiendo una carta. ¿Desea ayuda?".

### Ayudantes
Existían otros ayudantes disponibles aparte de Clipo. En Office 97 se incluían:
- Ridondo (The Dot), una pelota roja con una cara sonriente que cambia de forma y color.
- Robi (Hoverbot), un robot.
- Dr. Genio (The Genius), una versión animada de Albert Einstein.
- Logotipo de Office, un Rompecabezas.
- Natura (Mother Nature), una versión animada de la Tierra.
- Capitán Can (Power pup), un perro superhéroe.
- Catulina (Scribble), un gato hecho de papel.
- Will, una versión animada de William Shakespeare.

En Office 2000, los ayudantes Robi, Catulina y Capitán Can' son reemplazados por:
- F1, un robot.
- Minino (Links), un gato.
- Rocky, un perro.

En muchos casos el CD de Office es necesario para activar un ayudante diferente, ya que Clipo es el único instalado por defecto. Por esta razón, Clipo se ha mantenido como el ayudante más conocido, especialmente entre usuarios que usan una versión pirata o compartida de Office. 
Desde la versión Office 2000, los ayudantes pasan a usar la tecnología de Microsoft Agent (.ACS) en vez de la actor (.ACT) descendiente de Microsoft Bob. En las ediciones de Office que usan Agent, los usuarios pueden agregar otros archivos .ACS y de este modo obtener nuevos ayudantes. El ayudante de Office también se encuentra en versiones de Office para Mac OS, desde Office 98 hasta Office 2004. En estas versiones, el ayudante por defecto es Max, un asistente exclusivo para Mac en forma de un Macintosh Plus aunque se pueden usar otros desde el CD de Office, incluido Clipo.
El Pack Multilingüe Office XP provee dos representaciones adicionales, Saeko Sensei (冴子先生?), una secretaria animada, y una versión de Sun Wukong (孫悟空?) (Rey Mono) para clientes que usaran lenguajes asiáticos en versiones no asiáticas de Office. Las versiones en lenguaje nativo añadían animaciones adicionales, como Kairu el delfín en la versión japonesa. 
Desde Office 2003, se han lanzado más asistentes en formato ACS

- Merlin, un mago.
- Kairu el Delfín (disponible en ediciones del Este asiático, descargable para Office 97)[5]
- Rover, un perro. Es un asistente de búsqueda del sistema operativo Windows XP.

Algunos de estos asistentes se pueden descargar desde la página web de Microsoft

## Ex-clip
Uno de los principales elementos de la campaña publicitaria de Microsoft para Office XP fue la eliminación de Clipo y el Asistente de Office del software, aunque en realidad simplemente estaba deshabilitado por defecto. También está disponible en Office 2003, aunque en esta versión el Asistente de Office ni siquiera se instala por defecto. 
En cuando a Office 2004, las versiones de Mac OS de Microsoft Office mantienen el Asistente de Office en la instalación por defecto, con Max permaneciendo como asistente por defecto. Al contrario que su contrapartida Windows, Max está confinado a una pequeña ventana flotante en la que una bombilla en la esquina indica que hay consejos disponibles. 
En cuanto a Office 2007, Microsoft ha eliminado la funcionalidad del Asistente de Office para dar paso a un nuevo sistema de ayuda. 
Clippo aún permanece en otra aplicación: El personaje Boo Who? en la aplicación Windows Dancer para Windows XP Media Center Edición 2005 lleva unas vestiduras fantasmales, de la forma aproximada del cuerpo de Clipo, y se puede ver un pequeño trozo de alambre por debajo. La descripción menciona que "trabajó durante algún tiempo en una compañía de software localizada en Redmond, WA, donde continuó hasta ser retirado en 2001"

## Críticas y parodias
El asistente fue considerado por algunos usuarios como amigable y simpático, aunque por otros como molesto y fastidioso, por lo que fue recibido de una manera muy mixta. Incluso criticado internamente por Microsoft.
La compañía eliminó la imagen de Clipo en Office XP e incluyó el ya desactivado sitio web officeclippy.com, en el cual se podían ver las aventuras animadas de Clipo, con la voz del actor de comedias Gilbert Gottfried (conocido por su voz intencionadamente molesta), mientras aprendía a soportar el desempleo y comportamientos parodiados del Asistente de Office.
El 1 de abril de 2014, Clipo apareció en Office Online como una broma del Día de las bromas de abril. Varios días después, un huevo de Pascua fue encontrado en la versión previa de Windows Phone 8.1. Cuando se le preguntó si le gusta Clipo, el ayudante personal Cortana respondería "Definitivamente. Él me enseñó lo importante que es escuchar". "¿Qué más se puede pedir? Ese tipo tuvo más de una paliza y todavía está sonriendo". En algunas situaciones, su avatar se convertirá en un estilo de Metro bidimensional Clipo durante varios segundos. Este huevo de Pascua está disponible en la versión completa de los sistemas operativos Windows Phone y Windows 10.
En el episodio 9 de la tercera temporada de la serie de HBO Silicon Valley (serie de televisión), emitido originalmente en junio de 2016, aparece un personaje animado que ayuda a los usuarios de la plataforma Pied Piper, cuyo nombre es "Pipey" y está claramente inspirado en Clipo.
Desde entonces ha sido fuertemente burlado en la cultura popular, siendo parodiado en distintas series y caricaturas, e incluso se burlaba de Microsoft por sí mismo a partir de 2001.
En 2010, la revista TIME incluyó a Clipo en su lista de 50 Peores Inventos de la Historia, al considerarlo como Molesto y Fastidioso...

## En la cultura popular
- El comediante Demetri Martin hace una referencia al clip en su álbum These Are Jokes, donde se mofa de la frase "Parece que está escribiendo una carta..." diciendo "Parece que está escribiendo una nota de chantaje, necesita ayuda? Debería usar un lenguaje más fuerte; sacará más dinero."
- Clipo también aparece en el programa de animación de TV La casa de los dibujos durante la premier de la segunda temporada. Se aparece a Mueble O' Algo para ayudarle a tallar una nota de suicidio en la pared ofreciendo pistas como "recuerda evitar clichés como 'Adiós, mundo cruel'" y "no olvides culpar a tus padres".
- En el episodio de Los Simpson, "Stop, or My Dog Will Shoot!", cuando una pitón está clavando los colmillos en un monitor de ordenador, Clipo aparece en la pantalla y dice "Parece que está tratando de comerme. Necesita ayuda?". En otro episodio, "Funeral for a Fiend", cuando el actor secundario Bob trata de matar a la familia Simpson con un portátil explosivo, Clipo dice, "Parece que está tratando de hacer explotar la computadora. ¿puedo abrazar a mis hijos?" (aparecen tres pequeños niños Clipo abrazados por el padre).
- En un episodio de CNNNN, Chas Licciardello se paseaba con un disfraz de Clipo ofreciendo ayuda en varias tareas, incluyendo "Parece que está escribiendo una carta, ¿necesita ayuda?" "Parece que está intentando extender propaganda, ¿necesita ayuda?" (dicho a un hombre en un estrado) y "Parece que está intentando relajarse y soltarse, ¿necesita ayuda?".
- En el episodio de Padre de familia "Lois Kills Stewie", Stewie Griffin controla un ordenador de la CIA y se introduce en su red. Entonces Clipo aparece, diciendo "Parece que está intentando dominar el mundo. ¿necesita ayuda?". Stewie responde diciendo: "¡Vete, clip! ¡Nadie te quiere!"
- El clip es una figura de ridículo constante en el programa de radio de la BBC The Now Show.
- En la primera temporada de la popular serie web Red vs. Blue por Rooster Teeth Productions Sarge menciona en PSA 4: El Video PDC , que él era el próximo para ser "uno de esas cositas asistentes de Office"
- En la película Superhero Movie, El Reloj de Arena es visto escribiendo en la "Máquina de la Muerte Ultimate" (una referencia a Windows Ultimate) cuando el clip aparece y dice "Parece que está planeando un asesinato masivo. ¿Necesita ayuda?"
- En un episodio de Robot Chicken mientras un kraken intenta suicidarse aparece el clip y le pregunta: ¿Parece que estas intentando suicidarte? ¿Necesitas ayuda?
- En 2015, la banda Delta Heavy hizo su video de la canción "Ghost" sobre la aventura de Clipo 20 años después de su extinción, en donde Clipo se encuentra aislado entre el software de mediados de la década de 1990 , pero luego viaja a la internet actual para destruir a Siri y recuperar su lugar por la piratería a sí mismo en cualquier sistema digital.
- En El Maravilloso Mundo de Gumball, en el episodio "Rescate a Molly", los protagonistas junto al profesor Small ingresan en una realidad paralela donde los errores de la creación están olvidados. Ahí se encuentran aerosoles de pelo de los 80, chucherías y también a Clipo.
- En un juego hipercasual para dispositivos móviles y en Windows y macOS a través de Steam llamado Progressbar95 presenta una parodia de Clipo como un NPC común, a menudo parte de ventanas emergentes molestas o que lleva cartuchos de dinamita o pistolas para dañar el progreso del jugador.